# 莎士比亞書店
莎士比亞書店是一間著名書店，位於法國巴黎。

## 历史
莎士比亞書店最早可追溯至二十世紀初，由西爾維婭·畢奇開辦，期間接待過福特·馬多克斯·福特、歐内斯特·海明威、艾茲拉·龐德及詹姆斯·喬伊斯等著名作家，直至納粹德軍佔領巴黎時結業。1951年，美國人喬治·惠特曼選定巴黎聖母院旁重新開業，正式名命為莎士比亞書店。書店除了因為接待過眾多星級作家而知名外，亦因為電影《日落巴黎》及《情迷午夜巴黎》都曾在此取景。

## 画廊

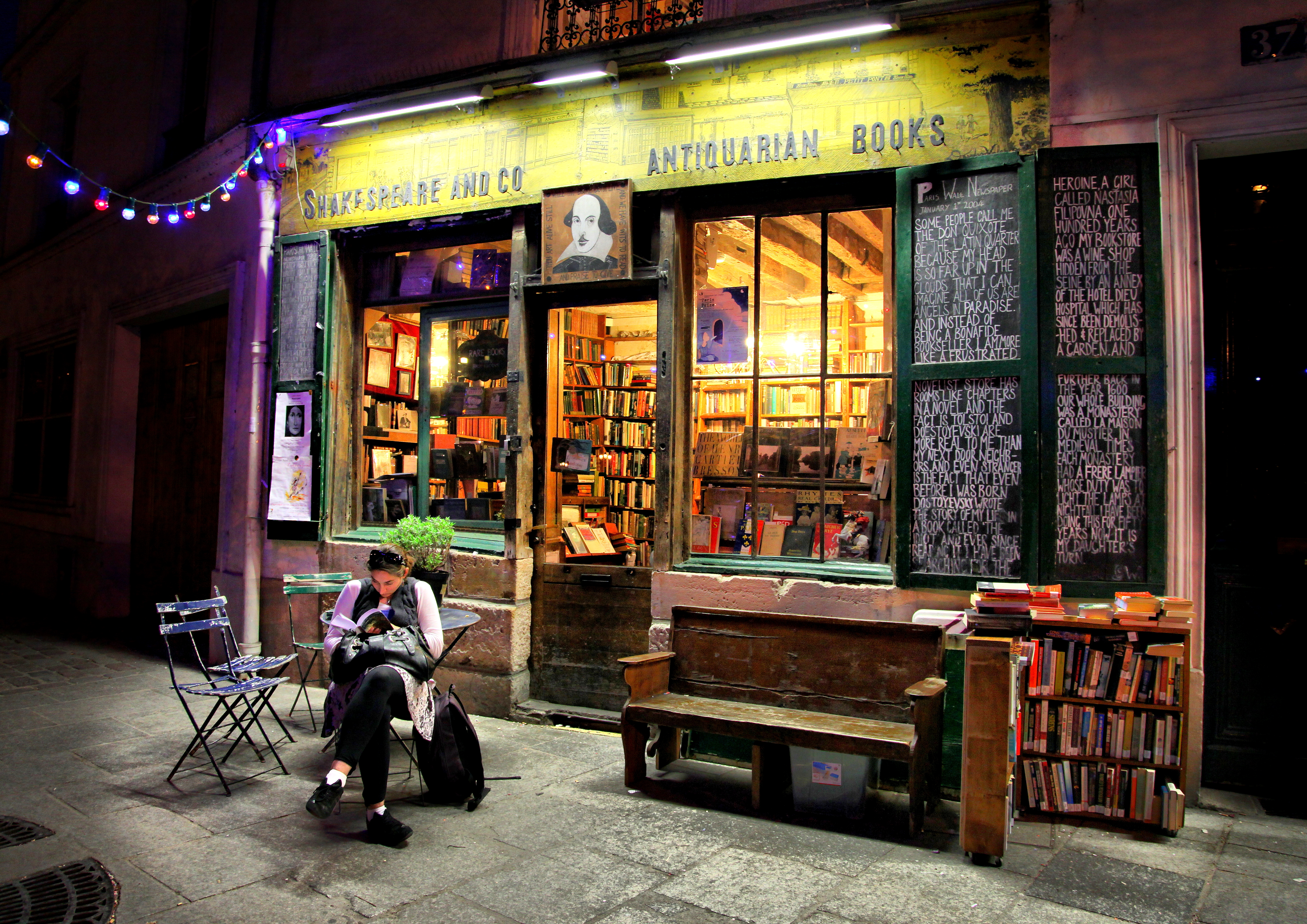
2011年的莎士比亚书店
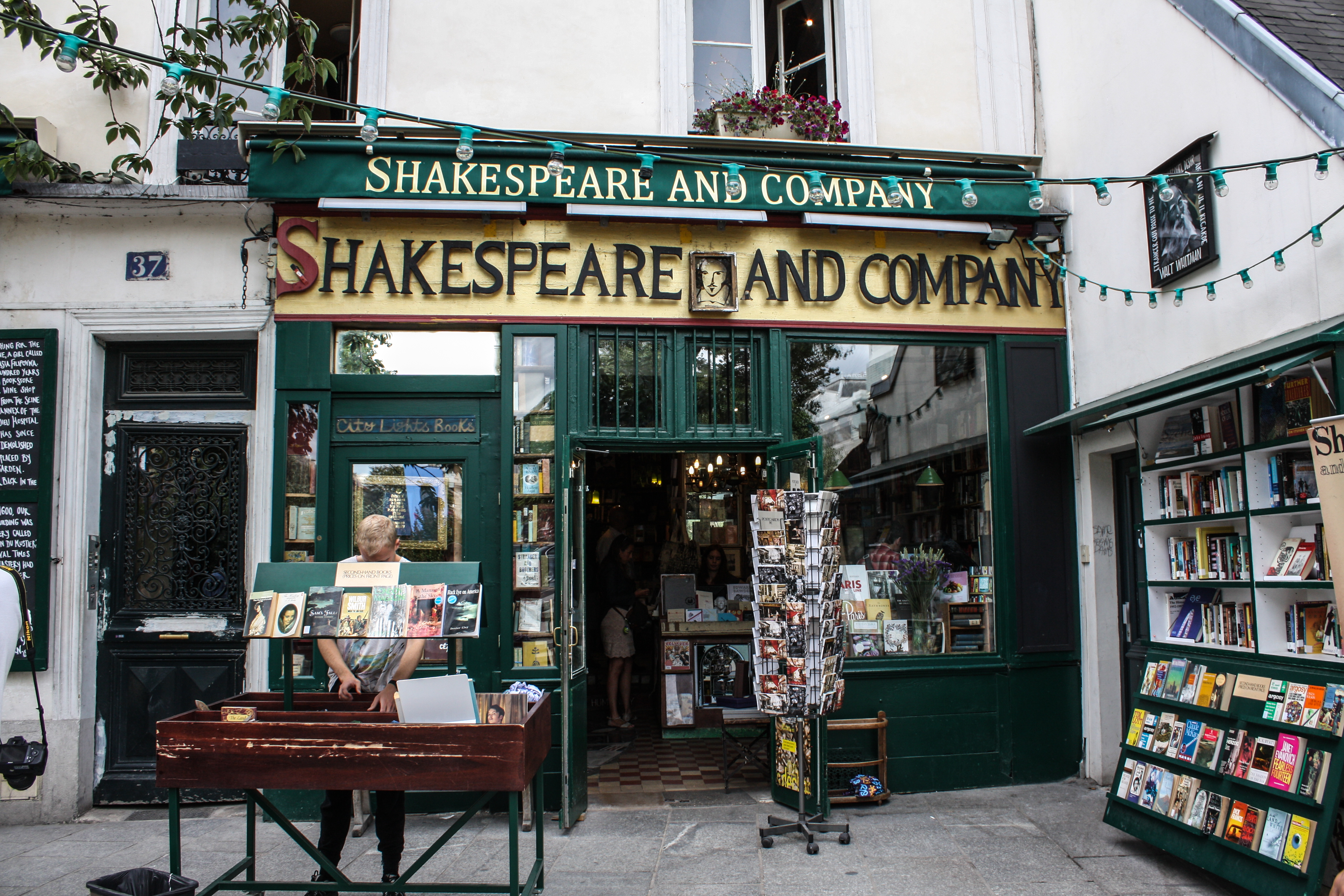
2013年的莎士比亚书店
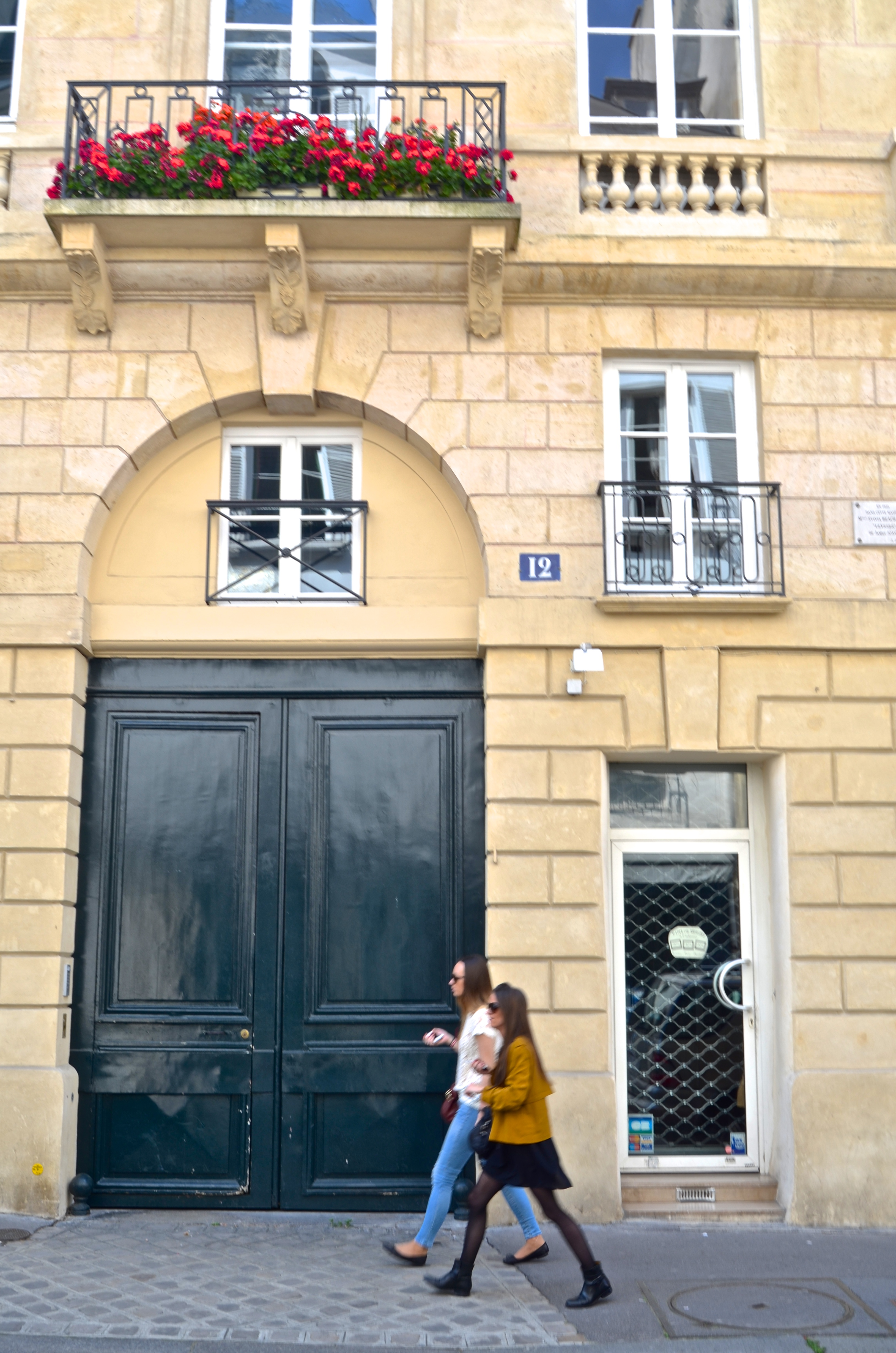
2014年的莎士比亚书店
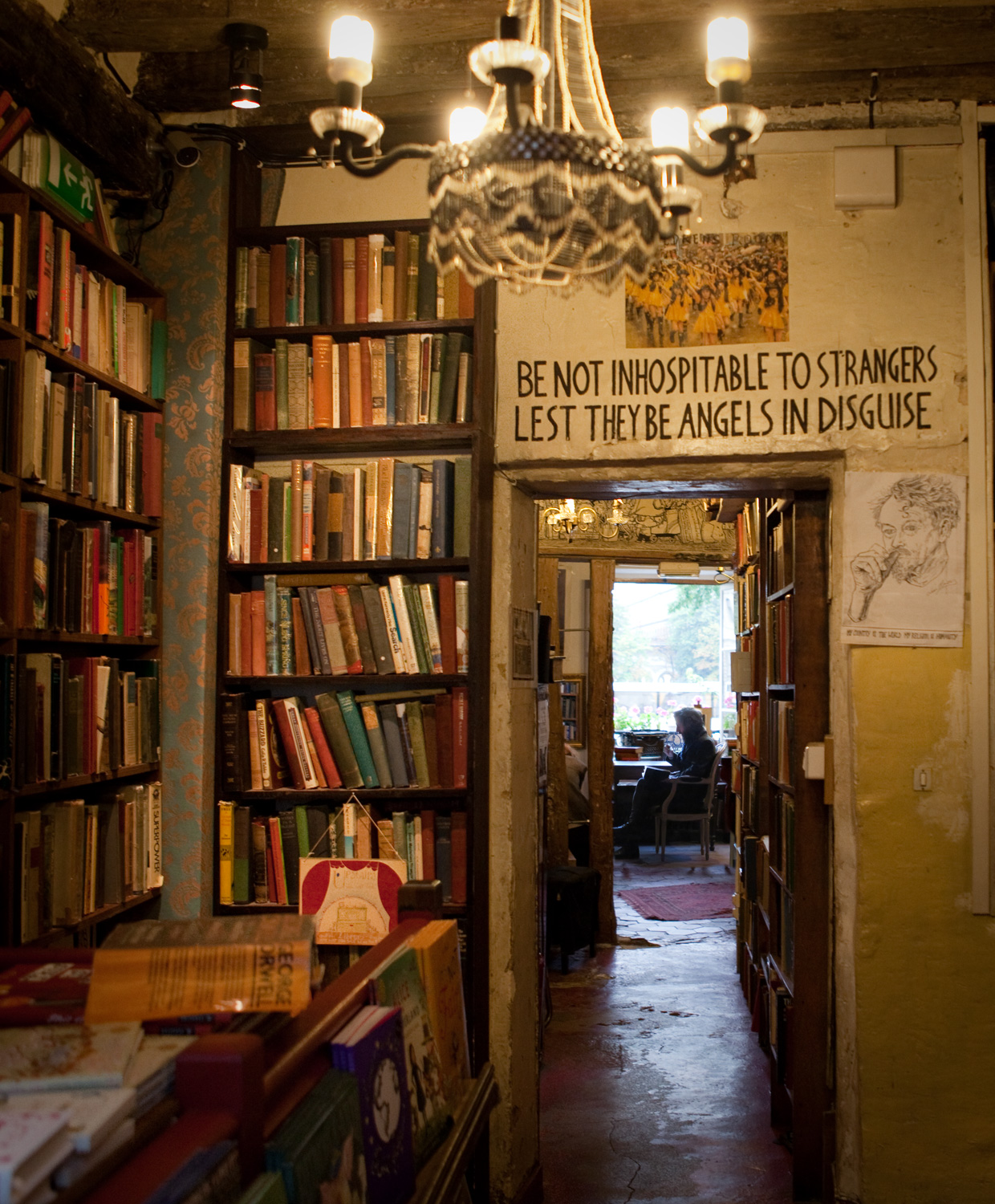
2015年的莎士比亚书店